# 马塔乌图
马塔乌图（法語：Mata-Utu，發音：[mata utu]，發音：[mataːʔutu]）是法国海外集体领地瓦利斯和富图纳的首府，位于瓦利斯岛东岸。该地总人口1,191（2003年统计）。马塔乌图市中心为马塔乌图大教堂，为法国国家保护建筑。附近有若干宾馆、饭店以及邮局。马塔乌图附近为两个考古遗址，Talietumu和汤加托托。它还是乌韦阿王国和哈哈克区的首府。

## 交通

### 海陸交通
馬塔烏圖境內擁有公路及港口，但因四周珊瑚礁環繞，船隻較難進出，因此水運不甚發達。

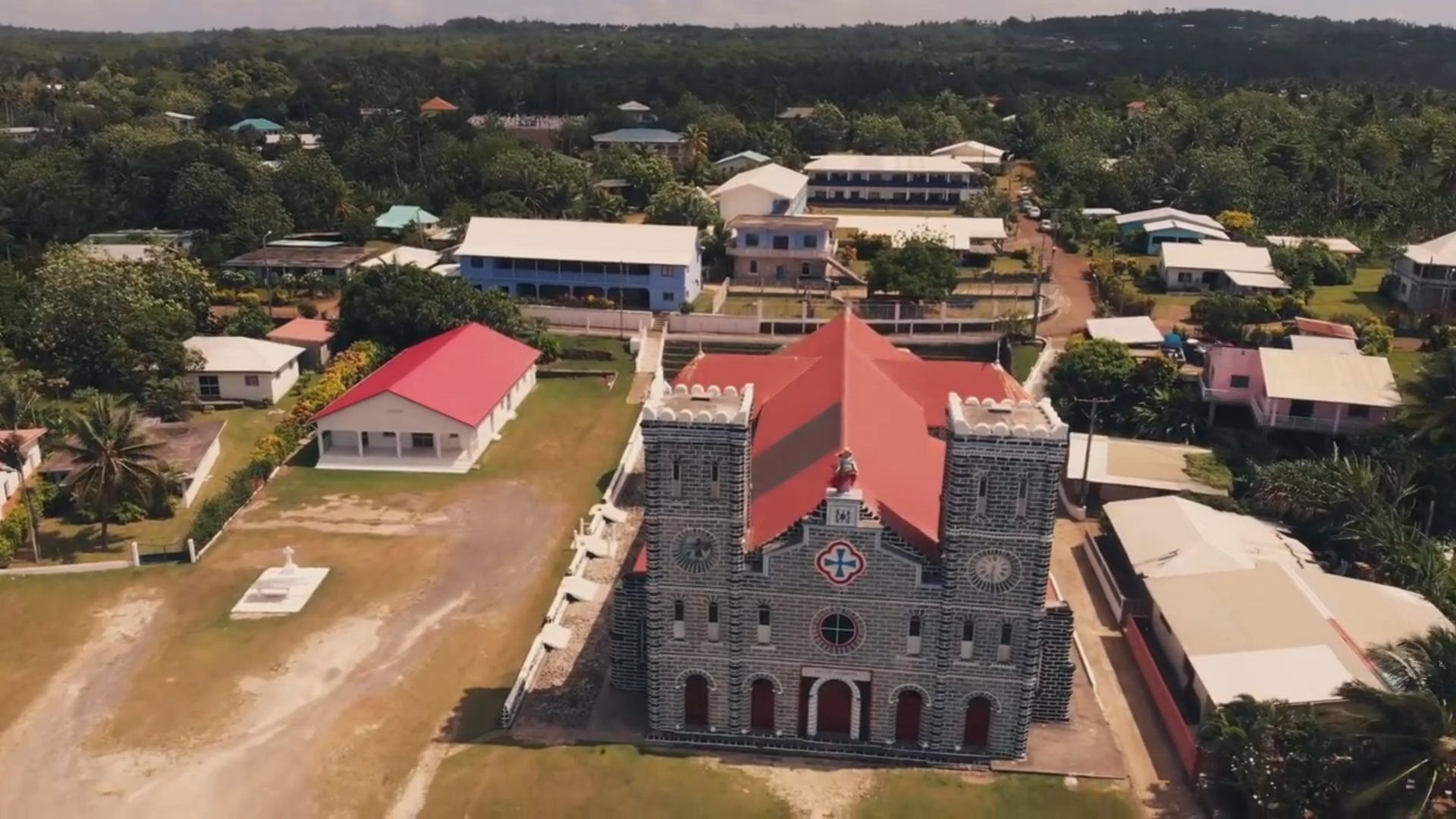
马塔乌图的圣母升天大教堂

### 空中交通
島上有座機場連結與其他島嶼的航班。